# Moedertaal
Een moedertaal (of T1) is een taal die tijdens de jeugd, zonder formeel taalonderwijs, wordt verworven. Kenmerkend voor moedertaalsprekers van een taal zijn de intuïties die zij hebben over wat in hun taal al dan niet gezegd kan worden.
Het vermogen een taal zonder formeel onderwijs op een hoog niveau te verwerven vermindert naarmate een persoon ouder wordt. In de moderne taalkunde wordt het intreden van de puberteit doorgaans als afsluiting beschouwd van de kritische periode waarin moedertaalverwerving mogelijk is.
Bij voldoende blootstelling in hun jeugd kunnen sprekers een groot aantal T1's verwerven. Twee- en meertaligheid zijn in grote delen van de wereld de norm. In de westerse landen verdringen de nationale standaardtalen de regionale variëteiten, en tendeert de bevolking naar eentaligheid. In die landen zijn het tegenwoordig vooral kinderen van migranten die tweetalig zijn. Zij verwerven op jonge leeftijd zowel de moedertaal van hun ouders als de taal van het land waar ze opgroeien.
Een taal die niet als moedertaal wordt beheerst, is de tweede taal (T2). Het verwerven van T2's gaat veel moeizamer dan van T1's en voor het op niveau houden van de kennis ervan is doorgaans een veelvuldig gebruik noodzakelijk. Bij T1's is dan ook sprake van taalverwerving en bij T2's van (aan)leren. Vooral bij T2's die verwant zijn met de moedertaal is de passieve kennis, het begrijpen, meestal beter dan de actieve kennis, het zelf gebruiken van de taal. Hoe goed iemand een T2 echter ook leert spreken, het niveau van de eigen moedertaal zal nooit bereikt worden. Aan onder andere een accent, zinsopbouw, woordkeuze en grammaticale fouten zullen moedertaalsprekers nog altijd duidelijk kunnen horen dat het niet de moedertaal van de spreker is. Daarnaast kunnen ouderen een T2 vergeten naarmate ze dementeren, ook al hebben ze het grootste deel van hun leven de T2 gesproken. Zo zijn er in Australië speciale bejaardentehuizen waar alleen Nederlands wordt gesproken voor dementerenden die op jonge leeftijd vanuit Nederland naar Australië zijn geëmigreerd, maar de Engelse taal vergeten zijn en alleen nog maar Nederlands kunnen spreken.
De bestudering van de eigenschappen van moedertalen (in tegenstelling tot tweede talen) vormt de kern van de psycholinguïstiek, zoals in de Chomskiaanse taalkunde.

## Trivia
- 21 februari is de Internationale Moedertaaldag.